# Méthode des cas

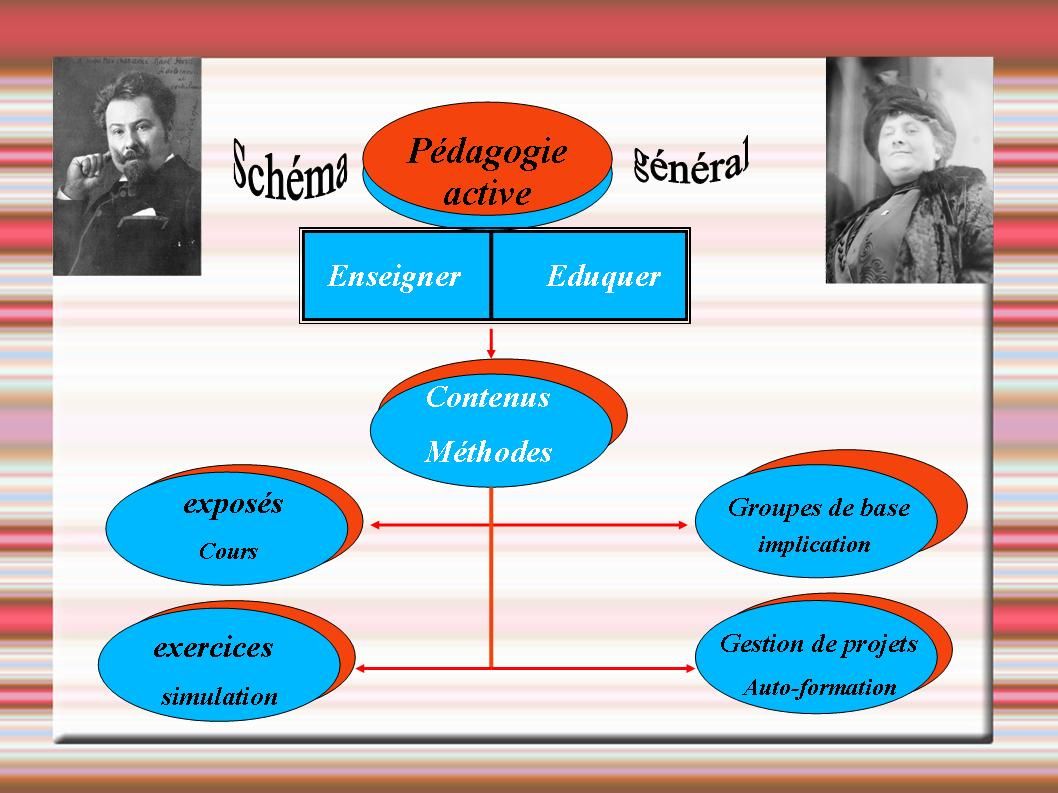
Les méthodes pédagogique

La méthode des cas (de l'anglais case method) est une technique mise au point par des universitaires américains à la fin du XIXe siècle, en particulier  pour l'enseignement du droit à la Harvard Law School ou un peu plus tard vers 1920 à la Harvard Business School pour simuler des situations et placer les étudiants en situation d'acteurs.

## Historique
Issue de la maïeutique, la technique socratique de questionnement et d'auto-formation, elle n'a guère atteint la France que vers 1930. Elle est maintenant largement utilisée dans les domaines du droit, de la gestion, en relations et ressources humaines, surtout à l'université et en formation continue. C'est un des responsables de la HBS (la Harvard Business School) M.T. Copeland, qui a eu l'idée en 1954 d'intégrer à l'enseignement des affaires une méthode que les étudiants en droit utilisaient : analyser des affaires déjà traitées par des tribunaux accompagnée des décisions retenues. Le problème, c'est que contrairement au droit, les cas de gestion n'avaient pas de réponse légale, de jurisprudence indiscutable. C'est pourquoi dans les autres domaines comme le management et les ressources humaines, ce sont des professionnels considérés comme des experts qui indiquent les solutions à retenir dans les fiches pédagogiques remises aux intervenants.
Elle repose d'abord sur l'idée qu'un apprentissage doit coller à la réalité pour être efficace, idée qui est à la base de tout projet reposant sur une pédagogie active. On peut d'ailleurs voir dans le cartouche de présentation la photo de deux des principaux représentants de la pédagogie active, Émile Jaques-Dalcroze et Maria Montessori.

## Définition

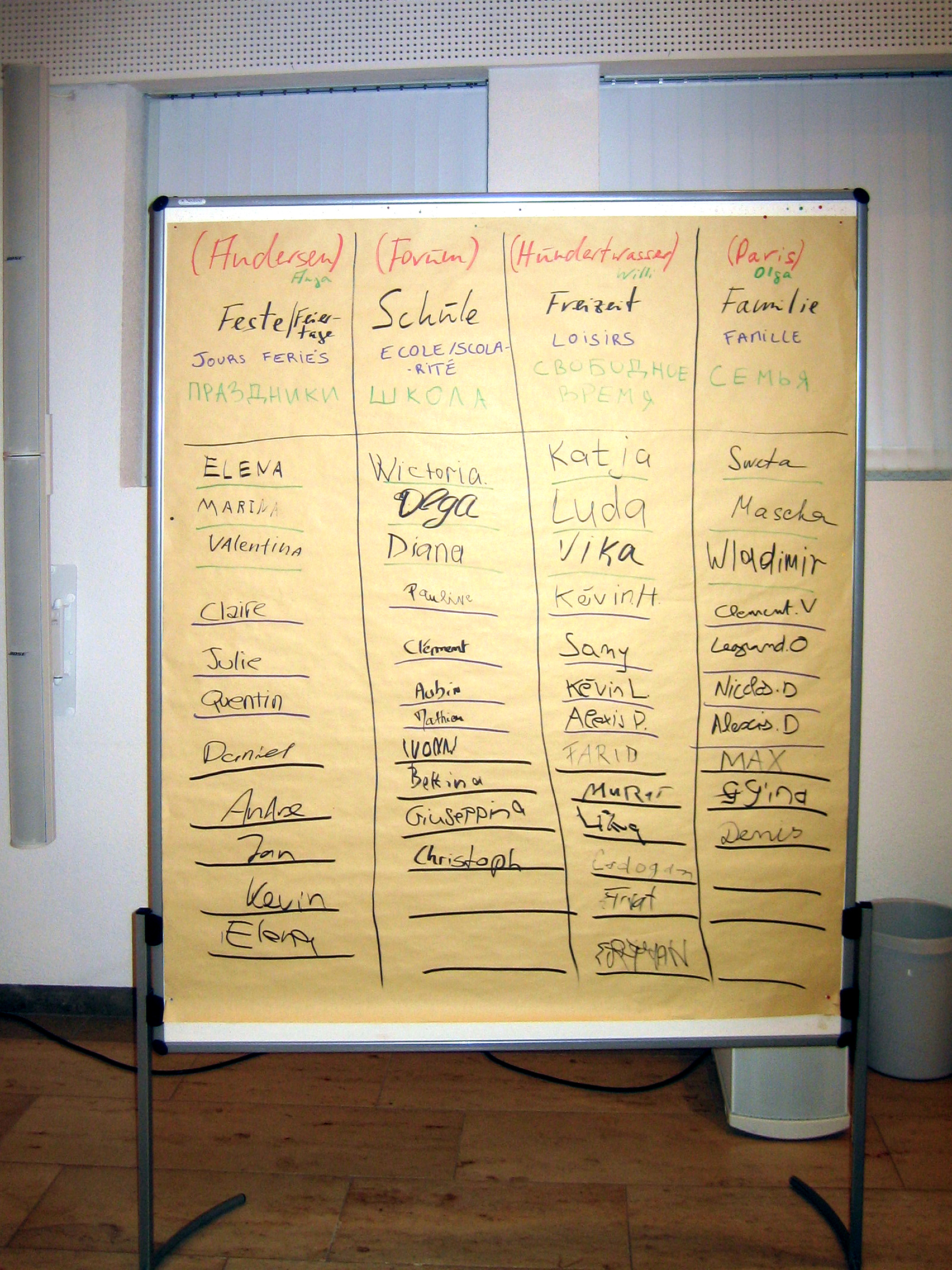
Paper pour travail de groupe

Charles I. Gragg, l'un des grands praticiens de cette méthode à Harvard, en a proposé la définition suivante : « Un cas est l'exposé d'un problème d'entreprise, tel que des dirigeants ont dû réellement l'affronter, complété des faits, opinions et préjugés de l'environnement, dont les décisions des dirigeants devaient dépendre. »
Chaque cas présente une structure "préformatée". Il se présente sous la forme d'une documentation d'une douzaine à une vingtaine de pages en général avec des annexes pour les compléments et les données techniques ou chiffrées.
Il comprend pour les participants un document d'introduction précisant la nature du problème à étudier, les pistes à inventorier et les éléments qui font la nature du sujet, ses particularités : multiplicité des acteurs, importance, urgence... Pour l'enseignant, il est accompagné d'informations pédagogiques sur la façon de le mettre en œuvre, les schémas d'animation nécessaires à son exploitation, les connaissances (les prérequis) qu'il nécessite ainsi que les concepts qui le sous-tendent.
Le recours aux technologies de l'information - audiovisuel, données sur cd-roms ou dvd, connexion à intranet ou à internet- permet de plus en plus à la fois d'enrichir la palette pédagogique et de complexifier la méthode.
Dans ce cadre, se développent des processus informations de gestion de l'information et des groupes à distance, évitant des pertes de temps et permettant un suivi efficace des groupes de formation : 

- Le groupware ensemble de logiciels permettant à un groupe de travail de partager des documents et de communiquer à distance;

- Les systèmes en réseau usenet (nommés aussi Netnews) connectés ou non selon les besoins à internet ou à un réseau interne d'entreprise internet.

## Notion de cas
Quel que soit le support utilisé et son niveau de complexité, un cas doit respecter plusieurs critères :
Être basé sur la présentation d'une situation de la vie active telle que des individus ont (ou auraient) pu l'affronter, complétée des faits, opinions et préjugés de l'environnement, dont leurs réflexions ont (ou auraient) pu bénéficier;
Être généralisable, c'est-à-dire reposer sur des concepts transférables, un cas est présenté aux apprenants dans le cadre d'un processus pour une analyse de la situation proposée, une discussion ouverte et une solution finale, ou en tout cas, des pistes de solutions constructives. Ce cas est centré sur une problématique devant donner lieu à un scénario de solutions possibles qui peuvent elles-mêmes ensuite faite l'objet d'une nouvelle analyse.
Sa particularité tient au fait que le cas, la situation soumise à examen, est encadré par les concepts sur lesquels il repose, les méthodes quantitatives et connaissances qu'il implique et le schéma pédagogique remis aux animateurs de la séance de formation. La dernière réunion du groupe de travail doit être consacrée à une synthèse, appelée un "debriefing", discussion axée sur les difficultés rencontrées et les concepts utilisés pendant l'analyse du cas.

## Contenu d'une action de formation
On peut lister ainsi le déroulement d'une action de formation reposant sur la méthode des cas, les étapes et le déroulement à prévoir, quel que soit le domaine abordé.
- Fiche "problématique" : quel est le sujet à traiter ?

Public visé, Place dans le programme, notion(s) essentielle(s), compétences développées et prérequis, Objectif pédagogique, Supports utilisés par les animateurs et par les participants.
- Fiche " organisation du groupe de travail" : niveau d'auto-organisation et d'autonomie du groupe, rôle des animateurs et degré d'intervention[2], debriefing et suivi
- Fiche Activités et compétences à mettre en œuvre : management participatif (participation active), réaliser une action de suivi, contrôler le déroulement du suivi des non conformités), informer sur les  normes de qualité (certification ISO 9000...).
- Liste des documents annexes : par exemple présentation du cas, son fonctionnement interne et l'environnement externe, documents d'information (la norme ISO 9000, rapports d'audit, procès-verbaux de réunions...)
- Supports pédagogiques à l'intention des animateurs du cas : les objectifs visés en termes de compétences à acquérir, finalités et connaissances associées, liste des prérequis, fiche détaillée d'animation indiquant les différentes étapes du déroulement de la séance (organisation, consignes, objectif(s) de chaque étape, évaluation, suivi.